# Amanishakheto
Amanishaketo (fl. I secolo a.C.-I secolo) fu una regina del Regno di Kush in un periodo compreso approssimativamente tra il 10 a.C. e il 1 a.C. circa. Secondo alcune fonti era la figlia di Amanirena e la madre di Amanitore.

## Biografia
Non si hanno molte notizie sulla vita della kandake prima del suo regno. Nel 24 a.C. ella ordinò alle sue truppe di fare un'incursione in Egitto e le inviò nella Tebaide per saccheggiare l'isola di File. Un esercito di 30.000 cusciti e nubiani annientò tre coorti romani di guarnigione a Siene (oggi Assuan), saccheggiando tutte le città sul suo cammino fino a Elefantina. Il prefetto romano Gaio Petronio contrattaccò, ma la conquista della Nubia da parte dei romani venne fermata dalla regina. Un accordo a vantaggio dei nubiani, rappresentati dagli ambasciatori di Amanishakheto, venne concluso con l'imperatore Augusto nel 22-21 a.C.: i nubiani avrebbero mantenuto le loro città a patto di risarcire i danni della guerra. La frontiera venne posta presso Maharraqa e rincominciarono gli accordi commerciali tra le due civiltà. Anche dopo la morte della kandake, il regno cuscita continuò a prosperare per altri duecento anni circa.

## Monumenti

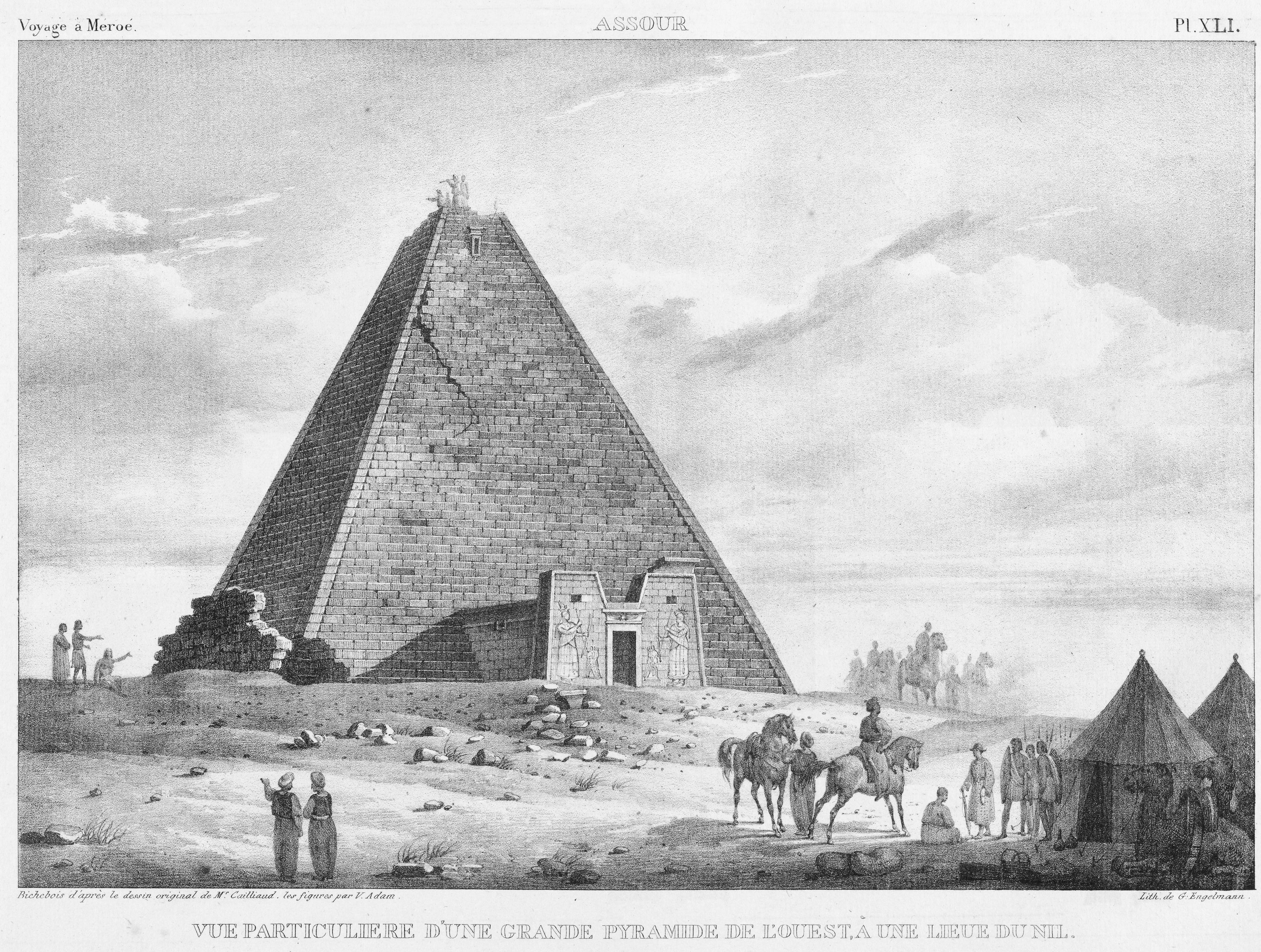
La piramide della sovrana prima della sua distruzione.

Amanishakheto è nota per aver innalzato vari monumenti. Ella è menzionata nei rilievi del tempio di Ammone a Kawa, in una stele meroitica, nelle iscrizioni ritrovate in un palazzo di Wad ban Naqa, in una stele ritrovata a Qasr Ibrim, un'altra stele a Naqa e la sua piramide a Meroe (indicata come N6 tra quelle meroitiche). Amanishakheto doveva essere ricca e potente, data la piramide nella quale era stata interrata e i tesori sepolti con lei. La sua residenza e molti templi si trovano a Meroe e il suo palazzo venne scoperto dall'esploratore e tombarolo italiano Giuseppe Ferlini: il pianterreno dispone di più di sessanta stanze ed è presente un bassorilievo che la raffigura armata di arco e mentre domina un esercito di schiavi.

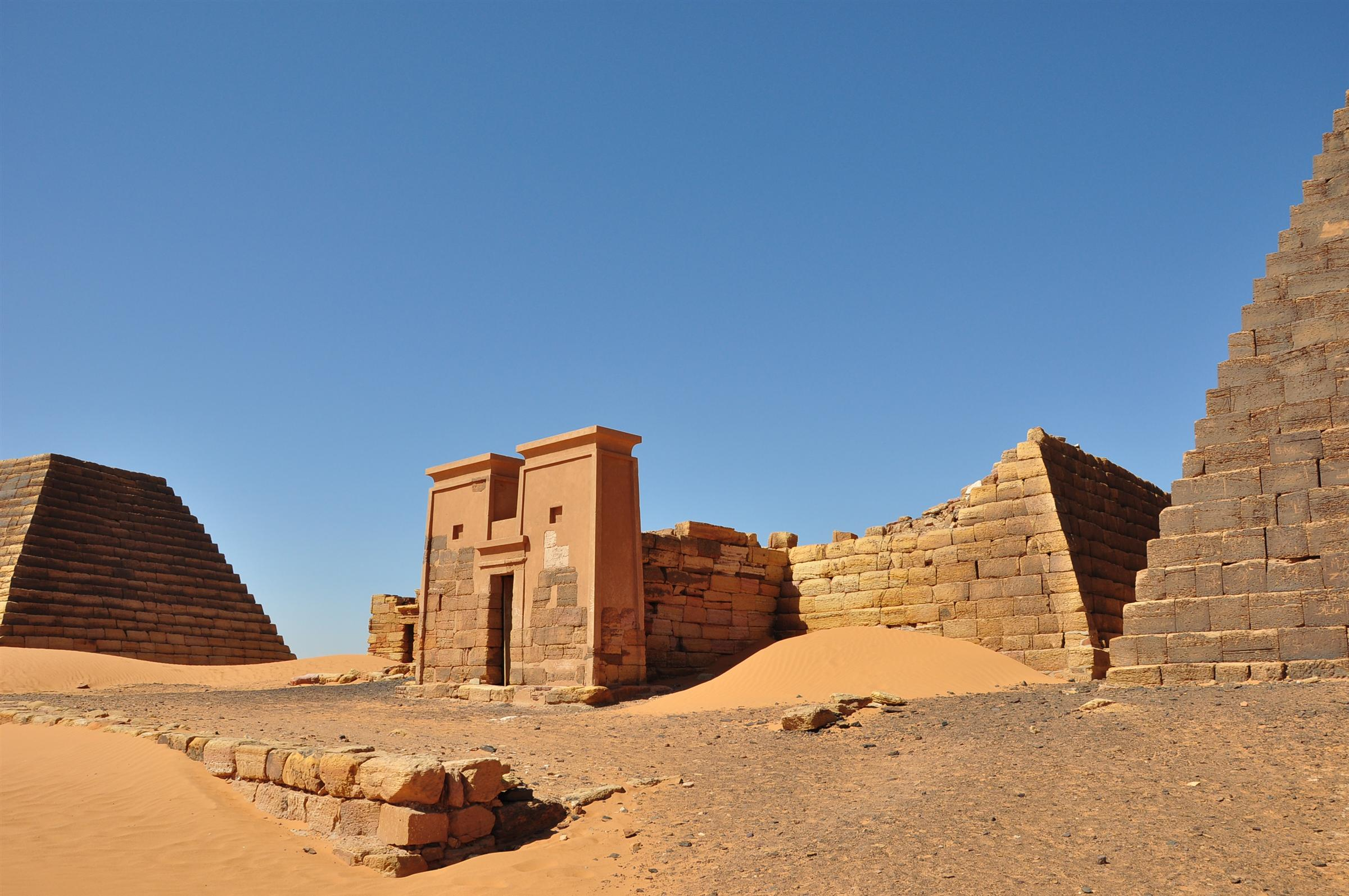
La piramide dopo la distruzione.

La regina è inoltre nota per una collezione di gioielli rubati dalla sua piramide nel 1834 dal tombarolo Giuseppe Ferlini, che fece esplodere la struttura in cerca di reperti. Oggi della piramide rimane solo la base, mentre i gioielli furono venduti in Germania: una parte fu acquistata da Ludovico I di Baviera ed è ora in esposizione nello Staatliches Museum Ägyptischer Kunst di Monaco, mentre il resto – su suggerimento di Karl Richard Lepsius e di Christian Karl Josias von Bunsen – fu comprato dal Museo Egizio di Berlino, dove ancora si trova.

## Galleria d'immagini

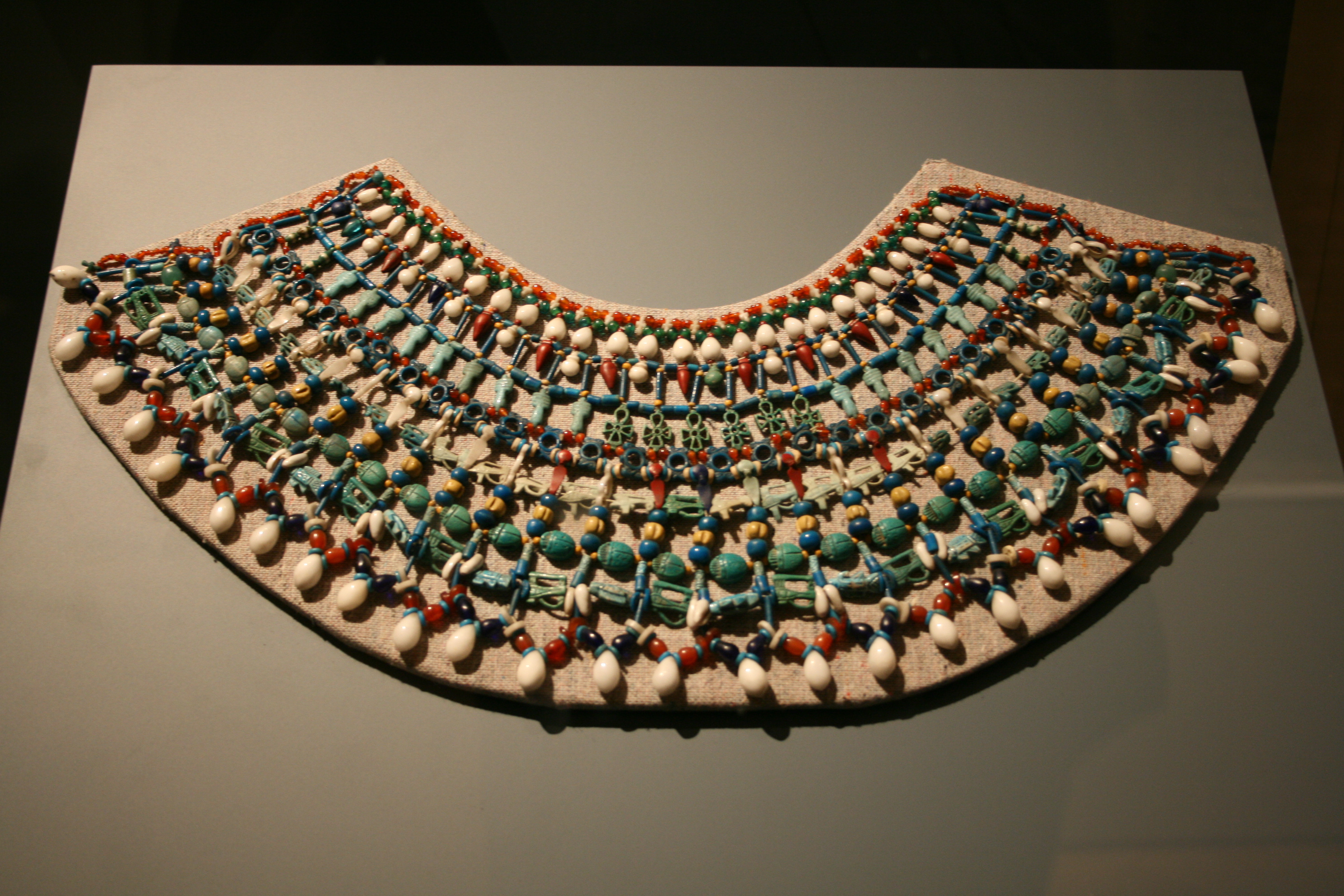
La collana usekh della regina, oggi a Berlino
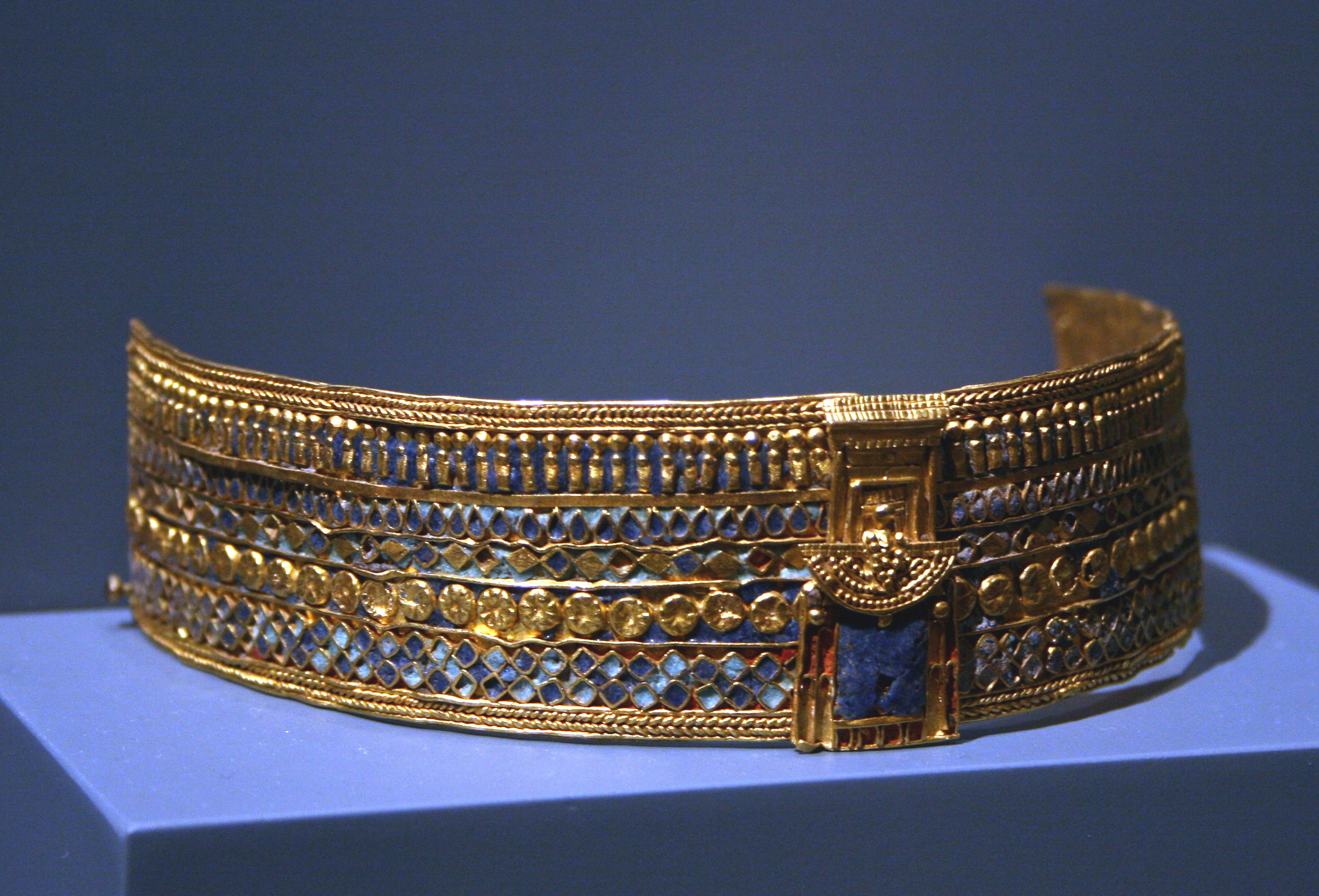
Un braccialetto dalla tomba della kandake, oggi a Berlino
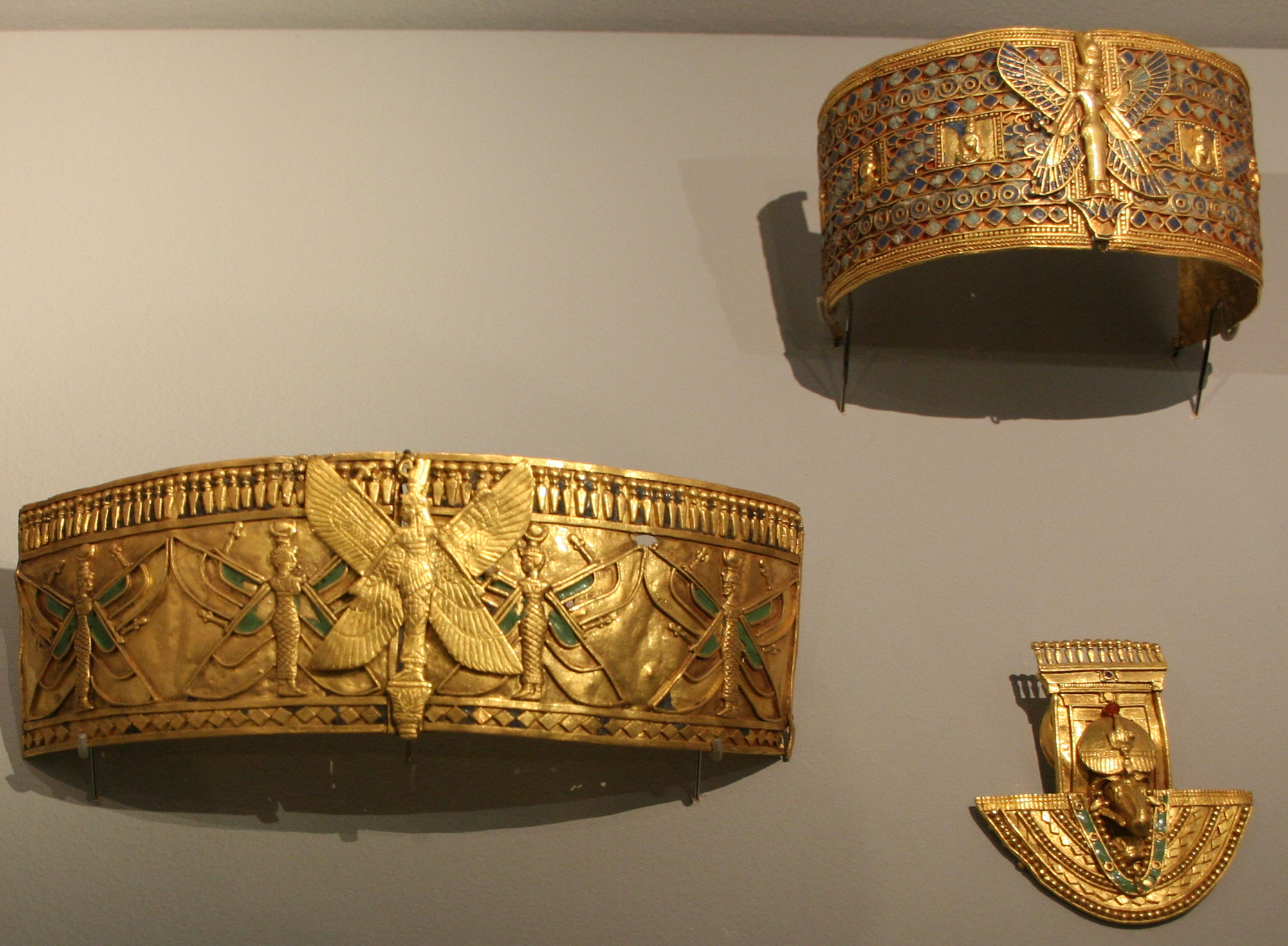
I gioielli della regina, oggi a Monaco di Baviera